# О’Коннелл, Джерри
Джеремайя «Джерри» О’Коннелл (англ. Jeremiah «Jerry» O'Connell, род. 17 февраля 1974, Нью-Йорк, США) — американский актёр.

## Биография
Родился в семье канадца ирландского происхождения (художественного редактора и режиссёра) и американки с польскими корнями (преподавателя искусств). Его брат Чарли О’Коннелл, также стал актёром.
Начал сниматься в 11 лет (фильм «Останься со мной»). Его первая звёздная роль — «Моё второе я» в 1988—1991 годах.
В мае 1995 года окончил Нью-Йоркский университет по направлению «Кинематография и телевидение».
Особо Джерри прославился после работы в телесериале «Sliders (Путешествия в параллельные миры)» (в 69 сериях первых четырёх из пяти сезонов, 1995—1999).

### Личная жизнь
14 июля 2007 года женился на актрисе и фотомодели Ребекке Ромейн. В июле 2008 года они объявили, что ждут двойню. Девочки-близнецы появились на свет 28 декабря 2008 года, их назвали Долли Ребекка Роуз и Чарли Тамара Тьюлип.

## Фильмография
- 1986 — «Останься со мной» / Stand by Me — Верн Тессио
- 1987 — «Комната наверху» (ТВ) / The Room Upstairs — Карл
- 1985—1989 — «Уравнитель» (телесериал) /The Equalizer — Бобби
- 1988 — «Убежище блаженства Олли Хопнхуди» (ТВ) / Ollie Hopnoodle’s Haven of Bliss — Ральфи Паркер
- 1988 — «Полицейская академия 5» — парень на пляже
- 1988—1991 — «Моё второе я» (телесериал) / My Secret Identity — Эндрю Клементс
- 1989 — «Чарльз в ответе» (телесериал) / Charles in Charge — Дэвид Лэндон
- 1990 — «Слава богу, уже пятница» (телесериал) / ABC TGIF — Броди
- 1992 — 1993 — «Лагерь Уайлдер» (телесериал) / Camp Wilder — Броди Уайлдер
- 1993 — «Девушка из календаря» / Calendar Girl — Скотт Форман
- 1995 — «Лесник, повар и дыра в небе» (ТВ) / The Ranger, the Cook and a Hole in the Sky — Мак
- 1995 — «Голубая река» (ТВ) / Blue River — Лоуренс Селларс
- 1995—1999 — «Скользящие» (телесериал) / Sliders — Куин Мелори
- 1996 — «Квартирка Джо» / Joe’s Apartment — Джо
- 1996 — «Джерри Магуайер» / Jerry Maguire — Фрэнк Кашмен
- 1997 — «Что слышал глухой человек» (ТВ) / What the Deaf Man Heard — преподобный Перри Рэй Прюитт
- 1997 — «Крик 2» / Scream 2 — Дерек Фельдмен
- 1998 — «Не могу дождаться» / Can’t Hardly Wait — Трип МакНили
- 1999 — «Шестидесятые» / The '60s (ТВ) — Брайан Хёрлихи
- 1999 — «Обнажённые тела» / Body Shots — Майкл Пеноризи
- 2000 — «Клейтон» / Clayton
- 2000 — «Миссия на Марс» / Mission to Mars — Фил Олмайер
- 2001 — «Мартовские коты» / Tomcats — Майкл Дилани
- 2001 — «Ночные видения» (телесериал) / Night Visions — Энди
- 2002 — Поездка в Калифорнию (телесериал) / Going to California — Пит Россок
- 2002 — «Крутой парень» / The New Guy — первый близнец на вечеринке в Хайланде
- 2002 — «Кот в мешке» / Buying the Cow — Дэвид Коллинз
- 2002 — «Ромео горит» / Romeo Fire (ТВ) — Райан Уилер
- 2002—2007 — «Расследование Джордан» (телесериал) / Crossing Jordan — детектив Вуди Хойт
- 2003 — «Кенгуру Джекпот» / Kangaroo Jack — Чарли Карбон
- 2003 — «Безумное телевидение» (телесериал) / Mad TV — Тед Левинс (8-й сезон, 12-я серия)
- 2004 — «Без следа» (телесериал) / Without a Trace — Джо Гибсон
- 2004 — «Час кричащего коктейля» (ТВ) / The Screaming Cocktail Hour — певец
- 2004 — «Толстушки» / The Fat Slags — Шон Кули
- 2004—2006 — «Лас-Вегас» (телесериал) / Las Vegas — детектив Вуди Хойт
- 2005 — «Лига справедливости» (мультсериал) / Justice League — капитан Марвел (озвучивание)
- 2005 — «Твои, мои и наши» / Yours, Mine and Ours — Макс
- 2006 — «Алиби» / The Alibi — бизнесмен
- 2006 — «Прожигатели жизни» / Man About Town — Дэвид Лилли
- 2006 — «Комната 6» / Room 6 — Лукас Дилан
- 2006 — «Дурнушка» (телесериал) /Ugly Betty — Джоэл
- 2007 — «На лот» (телесериал) / On the Lot — Джерри
- 2007 — «Бэтмен» (мультсериал) / The Batman — Дик Грейсон / Ночное крыло (озвучивание)
- 2007—2008 — «Автолюбители» (телесериал) /Carpoolers — Лэрд Холсом (11-я и 12-я серии)
- 2008 — «Не беспокоить» (телесериал) / Do Not Disturb — Нил
- 2008 — «Кто такая Саманта?» (телесериал) / Samantha Who? — Крэйг
- 2008 — «Внезапно беременна» / Baby on Board — Кёртис Маркс
- 2009 — «Одержимость» / Obsessed — Бен
- 2009 — «Проклятые воды» (ТВ) / Midnight Bayou — Деклан Фитцпатрик
- 2010 — «Пираньи 3D» / Piranha 3-D — Деррик Джонс
- 2010—2011 — «Фишки. Деньги. Адвокаты» (телесериал) / The Defenders — Пит Казмарек
- 2013 — «Очень страшное кино 5» / Scary Movie 5 — Кристиан Грей
- 2016 — «Миллиарды» (телесериал) / Billions — Стивен Бёрч
- 2017 — «Бойся своих желаний» / Wish Upon — Лоуренс Харт (нет в титрах)
- 2018 — «Теория Большого взрыва» — Джорджи Купер (11-й сезон)
- 2018 — «Картер» (телесериал) / Carter — Харли Картер
- 2020 — «Секрет» / Secret: Dare to Dream — Такер
- 2021 — «Хищники» / Endangered Species — Митч Хановер
- 2022 — «Клаустрофобы: Квест с того света» / Play Dead — коронер
- 2023 — «Залётная вечеринка» / The Donor Party — Тим